# Robert C. Sheppard
Robert C. Sheppard (* 1932; † 15. Januar 2019) war ein britischer Chemiker (Peptid-Synthese).
Sheppard studierte an der  Universität Cambridge mit dem Bachelor-Abschluss in Naturwissenschaften 1953 und der Promotion bei George Kenner 1957 (Studies in degradation of peptides). Als Post-Doktorand war er bei Robert Burns Woodward an der Harvard University und befasste sich dort mit der Synthese tretrazyklischer und pentazyklischer Triterpene. 1958 ging er an die Universität Liverpool zu George Kenner, wurde dort Lecturer, Senior Lecturer und Tutor und befasst sich mit Struktur, Isolierung und Synthese von Gastrin.
Als dessen Direktor Max Perutz 1971 am MRC Laboratory of Molecular Biology eine Abteilung Peptid-Chemie gründete, wurde Sheppard dessen Leiter. Ziel war die Synthese von Peptiden und Proteinen. Sheppard entwickelte die Festphasen-Synthese, entwickelt vom späteren Nobelpreisträger R. Bruce Merrifield, von Peptiden weiter. Um bei Synthesen von polaren Peptiden erfolgreicher zu sein, benutzte er auch polare Festphasen (mit Polydimethylacrylamid) statt der ursprünglichen nicht-polaren Polystyrol-Festphasen. Das lieferte bessere Ergebnisse zum Beispiel bei der Synthese von Beta-Endorphin. Die Methode wurde in seiner Gruppe durch Mike Gait auch auf Oligonukleotide angewandt. Er verbesserte auch eine weitere Beschränkung der Merrifield-Technik, der Verwendung von säureempfindlichen Schutzgruppen, die mit aggressivem flüssigem Fluorwasserstoff entfernt wurden. Stattdessen führte er auch basische Schutzgruppen ein wie das von Louis Carpino entwickelte Fmoc, das mit sekundären Aminen entfernt werden konnte. In Verbindung mit für milde Säuren empfindlichen t-Butyl-Gruppen als Schutzgruppen für die Seitenketten  entstand die Fmoc/t-Butyl-Strategie der Festkörper-Peptidsynthese. Die Methode wurde später zu einem automatisierten Verfahren mit kontinuierlichem Fluss mit UV-Überwachung in Echtzeit weiterentwickelt und führte zu Peptidsynthese-Maschinen kommerzieller Hersteller (wie LKB, MilliGen, Protein Technologies). Ein enger Mitarbeiter in seiner Gruppe war Eric Atherton.
Zusammen mit der Firma Cambridge Research Biochemicals (CRB), die kommerziell Fmoc-Aminosäure-Derivate produzierten, erhielt das MRC Labor für Molekularbiologie für diese Entwicklungen in der Peptidsynthese 1989 den Queen’s Award for Technological Achievement. 
1992 ging Sheppard in den Ruhestand, blieb aber weiter wissenschaftlich und organisatorisch aktiv. Bis 1998 war er im Rat der European Peptide Society und deren Schatzmeister.
1994 erhielt er den Josef Rudinger Memorial Award.